# Aus grauer Städte Mauern
Aus grauer Städte Mauern ist ein Wanderlied, das im Rahmen der Jugendbewegung entstanden ist. Angesichts der aufkommenden Verstädterung und der sich ausbreitenden Hinwendung zum Naturerleben ist es schnell ein beliebtes Lied geworden, das noch heute im deutschsprachigen Raum bekannt ist.

## Herkunft
Die ersten drei Strophen stammen von Hans Riedel (1889–1971), die vierte Strophe dichtete Hermann Löns (1866–1914) bereits 1914. 1920 schrieb Robert Götz (1892–1978) die Melodie dazu, „wobei das Lied aber offenbar erst 1932 in einem von Robert Götz selbst zusammengestellten und im Verlag Günther Wolff erschienenen Liederbuch gleichen Namens erstmalig gedruckt wurde“. Wenn aber Aus grauer Städte Mauern „ein ‚Klassiker‘ in jugend- und wanderbewegten Gruppen war“ bzw. „zeitweise eine Art Hymne der Jugendbewegung wurde“, ist es unwahrscheinlich, dass sich das Lied nur durch das Singen auf Fahrten, auf Wanderungen oder am Lagerfeuer verbreitet hat. Einen Hinweis darauf, dass das Lied bereits bald nach der Vertonung gedruckt wurde, gibt das Bayerische Liederbuch für die männlichen höheren Lehranstalten (1931; S. 298 bzw. Anhang S. 18 f., Lied Nr. 19), das sicherlich nicht rein mündlich überlieferte Lieder aufgenommen hat. Es bliebe also noch endgültig zu klären, in welchem Jahr Aus grauer Städte Mauern erstmals als Partitur erschienen ist oder in ein Liederbuch aufgenommen wurde. Wahrscheinlich hat es handschriftlich seine Verbreitung gefunden; darauf deutet ein Robert Oelbermann gewidmetes Liederheft von 1927.

## Liedtext
Wie das Lied Wann wir schreiten Seit’ an Seit’ (von Hermann Claudius, 1914) vor allem in der zweiten Strophe („Einer Woche Hammerschlag, einer Woche Häuserquadern zittern noch in unseren Adern“) den negativen Begleiterscheinungen der Verstädterung und Industrialisierung „Birkengrün und Saatengrün“ (1. Zeile der 3. Strophe) gegenüberstellt, nimmt auch Aus grauer Städte Mauern das Motiv der freien Landschaft, der lebensfreundlichen Natur auf, die es zu erfahren gilt: „… ziehn wir durch Wald und Feld“. Heißt es in der letzten Strophe von Hermann Claudius „… und die Wälder widerklingen“, so klingt es im Text von Hans Riedel hell „durch Berg und Halde“.
Der Abwendung von der Stadt und Hinwendung zur Natur „entsprach zunächst eine allgemeine bipolare Stadt-Land-Opposition. Wandern war eine Bewegung von-weg, aus-hinaus, wobei die Großstadt als verfluchter Ort zurückgelassen wurde.“
Der Refrain „Wir fahren in die Welt“ ist einerseits sinnbildlich zu verstehen; es geht um die – mindestens zeitweilige – Befreiung von Arbeitsnormen und bürgerlichen Konventionen, die in Wald und Feld eher zu verwirklichen ist als in der (Groß)stadt. Zwar singen die Jugendbewegten „Wir sind jung, die Welt ist offen“ und „… heute soll’s ins Weite gehn“ und setzen einzelne Gruppen des Wandervogels und der „Bündischen“ z. B. mit ihren Nordlandfahrten das durchaus um, so bleibt ihr Fokus doch die heimische Natur: „Unser Sehnen, unser Hoffen zieht hinaus in Wald und Feld“ (Text ebenfalls aus 1914). Daher gilt „Ein Heil dem deutschen Walde“ (Aus grauer Städte Mauern, 3. Strophe, 1. Zeile), dem schon der Romantiker Eichendorff (1810) „Schirm dich Gott, du deutscher Wald“ wünschte.
Der Kulturwissenschaftler Wolfgang Lindner meint:
„Das wohl bekannteste bündische (!) Stadtflucht-Lied ‚Aus grauer Städte Mauern‘, in dem ‚in die Welt gefahren‘ wird, die im wesentlichen aus ‚Wald‘ und ‚Feld‘ besteht, fasst ziemlich spät (Anfang der 30er-Jahre) die lebensideologische Pseudoreligiosität bzw. Mythisierung des Wald-Erlebnisses zusammen.“

## Rezeption

### 1920 bis 1933
Auffällig ist, dass, obwohl das Lied „in den 1920er und -30er Jahren zum Kanon der musikalischen Jugendkultur“ gehörte, erst 1932 in dem vom Komponisten selbst herausgegebenen Liederbuch Aus grauer Städte Mauern zieh’n wir durch Wald und Feld. Neue Lieder einer deutschen Jungenschaft im Druck erschienen sein soll (s. Abschnitt Herkunft). Danach tauchte es gleich in zwei weiteren Liederbüchern auf: in Das Singeschiff – Lieder der katholischen Jugend (2. Auflage 1932) und im Jung-Volker. Lieder der neudeutschen Jugend (1932, Auflage unbekannt).

### 1933 bis 1945
Das von den Nationalsozialisten als unpolitisch angesehene Lied machte im Dritten Reich bald Karriere. Bereits 1933 nahm Baldur von Schirach das Lied in Blut und Ehre. Lieder der Hitlerjugend auf; 1934 folgte Uns geht die Sonne nicht unter. Auch andere NS-Organisationen machten sich das Lied zu eigen, so die NS-Gemeinschaft Kraft durch Freude in Die Fahne hoch (1934) und die Deutsche Arbeitsfront in Wir wandern und singen (1934).
Auch in den Schulen war Aus grauer Städte Mauern populär. Von den zahlreichen Liederbüchern seien hier exemplarisch genannt: Deutsches Liederbuch, 1. Teil. Für die Grundschule (1934), Frisch gesungen im neuen Deutschland – Vaterlands- und Marschlieder für die deutsche Schuljugend (1936), Singkamerad – Schulbuch für die deutsche Jugend (1937 bereits in der 8. Auflage, Hrsg. NS-Lehrerbund) und Die Garbe – Aus der Ernte deutscher Volkslieder. Liederbuch für höhere Jungenschulen. Klasse 1–8 (1941).
Bis etwa 1935 fand sich das Lied auch noch in anderen Liederbüchern, z. B. in Das Singeschiff. Lieder der katholischen Jugend (1934, 3. Auflage) und in St. Georg – Lieder deutscher Jugend, der wichtigsten Liedersammlung der bündischen Jugend. Nach dem Verbot der katholischen Jungmännervereine im Januar 1938, der Durchsuchung und Schließung des bündisch orientierten Verlags Günther Wolff im April 1938 und dem endgültigen Verbot „der Fortführung und Neubildung von Vereinigungen der bündischen Gruppen“ durch den Reichsführer SS Heinrich Himmler 1939 (Erlass vom 20. Juni 1939) war es mit der Duldung nichtnationalsozialistischer Liederbücher vorbei. Ein Grund, weshalb Fritz Jöde ein Liederbuch in Zürich verlegen ließ: Der Schweizer Musikant. Lieder für die Schule, für die Familie und für Gemeinschaftskreise (4. Auflage 1937).
Die Rezeption des Liedes in Deutschland war jedoch ungebrochen. Da sich nach der 4/4-taktigen Melodie gut marschieren ließ, fand das Lied auch Eingang in die Liederbücher der Wehrmacht, so z. B. in das Soldatenliederbuch (Hrsg. NSDAP 1940) und in Soldaten singen. Marsch- und Soldatenlieder (1942).

### Ab 1945
Nach dem Zweiten Weltkrieg hielt die Beliebtheit von Aus grauer Städte Mauern an. Gleich 1946 wurde es in das Liederbuch der (katholischen) Jugend aufgenommen. Bis 1960 folgten weitere Liederbücher, z. B. der Gewerkschaftsjugend, des Albvereins, des Deutschen Turner-Bunds, der Naturfreundejugend, der Deutschen Waldjugend, der Deutschen Jugend des Ostens und von verschiedenen Pfadfindergruppierungen.
Auch rechtsextreme Kreise gaben eigene Liederbücher mit dem Lied heraus, z. B. Das rechte Lied zur rechten Zeit und Wir singen – Wij zingen. Liederbuch für die deutsche und flämische Jugend (herausgegeben von der 1994 verbotenen Wiking-Jugend).
Auch in Liederbüchern für die Schulen tauchte das Lied auf, so z. B. in Musik in der Grundschule (Band 3, 1947), in Unser Liederbuch für Hessen (im 5. bis 8. Schuljahr, 1955), ebenso wie im Liederbuch für die höheren Schulen (Baden-Württemberg, o. J.).
Gesungen wurde es auch in Österreich und Südtirol (Kärntner Singbuch (Liedersammlung für die Jugend Kärntens, 1961), Steierisches Liederbuch (1965), Kommt zum Singen (Südtiroler Liederbuch, 2004)) und von den österreichischen Soldaten (Österreichisches Soldatenliederbuch, 1967) sowie allgemein Komm sing mit uns (Österreichisches Liederbuch, 1980) und Volkslieder aus Österreich. Unsere schönsten Lieder (2004). In der Schweiz (Zürich) wurde eines der schönsten Kinderliederbücher, von Tomi Ungerer illustriert, mit 204 deutschen Volksliedern und Kinderliedern ediert: Das große Kinderliederbuch, das in allen deutschsprachigen Ländern auf großes Echo stieß und 1987 in hoher Auflage von der Deutschen Buchgemeinschaft (Bertelsmann) herausgebracht wurde.
Bundesdeutsche Soldaten marschierten nach dem Lied im 4/4 Takt. In unregelmäßigen Abständen gab die Bundeswehr Liederbücher mit Aus grauer Städte Mauern heraus, z. B. 1958 Liederbuch der Bundeswehr, 1968 und 1976 Hell klingen unsere Lieder, 1988 (Neuauflage) Liederbuch der Bundeswehr und 1991 Kameraden singt!
Die größte Verbreitung erfuhr das Lied durch die Aufnahme in die erstmals 1953 erschienene Mundorgel, die bis 2012 eine verkaufte Textauflage von rd. 10 Millionen und eine Notenausgabe von 4 Millionen hatte. Damit konnten selbst die relativ hohen Auflagen (ab 1978) des Fischer-Taschenbuchs Volkslieder aus 500 Jahren und Das große Liederbuch (ab 2000) des Clubs Bertelsmann nicht mithalten. Aus der Zeit nach 2000, in der die Anzahl der aufgelegten Liederbücher nachließ, seien noch folgende genannt: Jurtenburg (Liederbuch des Verbands Christlicher Pfadfinderinnen und Pfadfinder, 2007) und das Wandervogel-Liederbuch (2007).
Die Mehrheit der aufgeführten Liederbücher wurde dem Archiv Hubertus Schendel entnommen. Ein geringer Teil stammt aus dem Katalog des Deutschen Musikarchivs.
Wie populär ein Lied ist, kann sich (außer in Parodien oder Umdichtungen) auch darin zeigen, dass häufig die erste Zeile (sog. Incipit) als Aufmacher bzw. Titel einer Veröffentlichung dient.
In welchem Maße das bisher geschehen ist, zeigt die folgende Auswahl:
- 1979 nannte Alfred Hilsberg die erste Folge seiner dreiteiligen, in der Zeitschrift Sounds erschienenen Artikelserie Neue Deutsche Welle – Aus grauer Städte Mauern.[15][16]
- 1995 brachte der Verlag für Regionalgeschichte das Buch Aus grauer Städte Mauern von Frigga Tiletschke und Christel Liebold heraus, die Kuratorinnen der Ausstellung Bürgerliche Jugendbewegung in Bielefeld 1900–1933 des Historischen Museums Bielefeld (19. November 1995 – 18. Februar 1996)[17] sind.
- 1996 wurde vom Weinbacher Wandervogel ein gleichnamiges Liederbuch verlegt.
- Unter dem Titel Aus grauer Städte Mauern gilt für das historische Kornelimünster nicht veröffentlichte der Aachener Geschichtsverein einen Online-Beitrag über das Kornelimünster (ohne Datum).[18]
- Im Juli 2004 wurden auf dem Symposium Neue dokumentarische Bilder des Ruhrgebiets Ausschnitte aus dem Film Aus grauer Städte Mauern von Thomas Tielsch (1985) gezeigt.[19]
- Die taz versah 2008 einen Artikel, der sich mit den Festivals auf der Burg Waldeck befasste, mit der Überschrift „Aus grauer Städte Mauern“.[20]

Nach dem Zweiten Weltkrieg dauert es mehr als 20 Jahre, bis Aus grauer Städte Mauern auf Tonträgern erschien (von einigen Singles mit kleiner Auflage abgesehen). Erst nach dem Achtungserfolg von Heinos Sing mit Heino (1966) und dem Folkrevival Ende der 1970er Jahre entdeckte die deutsche Phonoindustrie, dass sich Volks- und Fahrtenlieder lukrativ vermarkten lassen. 1975 erschien das Fahrtenlieder Album von Heino und 1977 eine Neuauflage von Sing mit Heino. Ebenfalls 1977 interpretierte der Montanara-Chor das Lied auf den LPs Stargala und Deutsche Volkslieder. In den Folgejahren übernahmen viele Chöre das Lied in ihr Repertoire, so die Regensburger Domspatzen, der Tölzer Knabenchor und noch einmal der Montanara-Chor gleich mit drei LPs Beim Kronenwirt (1983), Das Lied der Berge (1985) und Wenn die bunten Fahnen wehen (1985), um nur einige zu nennen.
Heino hatte bereits 1981 nachgelegt mit dem Doppelalbum Die schönsten deutschen Fahrtenlieder und 1983 mit Aus grauer Städte Mauern. Nach den „stimmungsvollen“ Gesängen Heinos wurde es dann auch noch „zackig“: Ernst Mosch und seine Original Egerländer Musikanten gaben mit Ein Lied, drei, vier. Marschlieder den Takt vor.
Nach 1983 verebbte die Volkslieder-Welle langsam. Bertelsmann machte 1987 noch mit prominenten Sängern wie Hermann Prey, Dietrich Fischer-Dieskau, Günter Wewel und anderen einen Versuch, mit der LP Brüder lasst den Kopf nicht hängen, wenn’s Fernweh lockt und’s Heimweh zieht, die Welle zu beleben, doch danach tauchte Aus grauer Städte nur noch vereinzelt auf Tonträgern auf, so z. B. 1999 auf der CD Wohlauf die Luft geht frisch und rein der Mädchenkantorei Helmstedt und des Helmstedter Kammerchors, 2005 beim Dresdner Kreuzchor auf der CD Volkslieder – Folksongs und 2011 auf der CD Die Mundorgel, 2. Teil u. a. mit dem Schedrik Chor.
Zur Vermarktung von Fahrtenliedern schrieb das NS-Dokumentationszentrum der Stadt Köln im Projekt „Jugend! Deutschland 1918–1945“:
Es gab „… Fahrtenlieder, die in den einzelnen Bünden entstanden, … [die] weit über den eigenen Bund hinausstrahlten, darunter Alf Zschiesche mit Wenn die bunten Fahnen wehen. Heute hat das Lied wahlweise den Status eines volkstümlichen Schlagers (in der Interpretation von Heino und den Fischer Chören) oder eines Marsches (in der Interpretation der Bundeswehr) erhalten, ein Schicksal, das es mit anderen Fahrtenliedern wie Aus grauer Städte Mauern teilt. In den 1920er und -30er Jahren gehörten diese Lieder jedoch zum Kanon der musikalischen Jugendkultur und erklangen auf den Wanderungen und abends am Lagerfeuer“.
Ist auch die Adaption auf Tonträgern rückläufig, so ist, betrachtet man das Singen des Liedes von Chören, in Schulen und Nachfolgegruppen der einstigen Jugend- und Wandervogelbewegung sowie die weitere Aufnahme in Liederbücher, wie z. B. noch im Dezember 2012 in den Großdruckband der Mundorgel, Aus grauer Städte Mauern bis in die Gegenwart populär geblieben.